# ديفيد إدواردز (صحفي)
ديفيد إدواردز (بالإنجليزية: David Edwards)‏ هو صحفي بريطاني، ولد في 1962.